# Concord (Nuevo Hampshire)
Concord es la ciudad capital del estado estadounidense de Nuevo Hampshire. Situada en el condado de Merrimack, en el Censo de 2010 tenía una población de 42 695 habitantes y una densidad poblacional de 244 hab/km². Está ubicada a la orilla del río Merrimack.

## Historia
El área que se convertiría en la ciudad de Concord fue inicialmente habitada hace miles de años por la tribu amerindia de los Pennacook, perteneciente a los Abenaki. Los Pennacook se dedicaban a la pesca del salmón, esturión y pinchagua (un tipo de arenque) con redes en los rápidos del río Merrimack, y también el río era el medio de transporte en sus canoas hechas de corteza de abedul desde el lago Winnipesaukee hasta el océano Atlántico. La subida de las aguas del río que inundaba el valle les proveía de un buen barro en el que podían cultivar alubias, calabazas, calabacines, melones y maíz.
El 17 de enero de 1725, la Provincia de la bahía de Massachusetts reclamó los territorios al oeste del río Merrimack, otorgando al área de Concord la plantación Pennacook. En 1734, la ciudad se incluyó en Rumford, de donde sir Benjamin Thompson, conde de Rumford tomó su título. Fue renombrada Concord en 1765. El nombre de la ciudad indicaba la nueva armonía o concordia (concord es concordia en español) establecida entre las dos ciudades.
Concord ganó protagonismo a lo largo del siglo XVIII. En los años siguientes a la Guerra de Independencia de los Estados Unidos, la situación geográfica central de Concord la hizo una opción lógica para nombrarla capital del estado, especialmente después de que se abriera un canal en 1807, que unía a la ciudad con Boston. Fue nombrada la capital al año siguiente

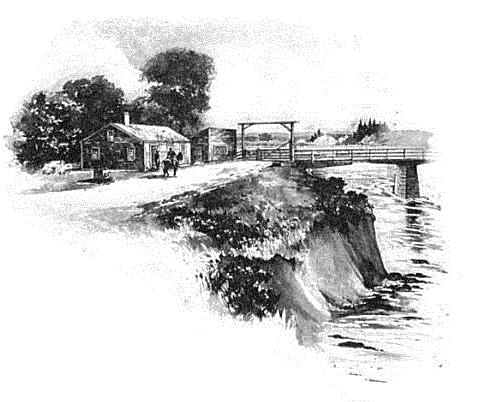
Primer puente de Concord, 1795
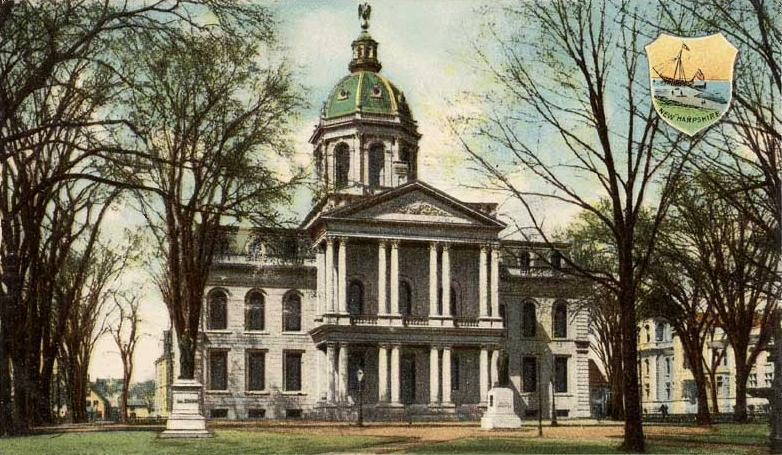
Capitolio, 1906
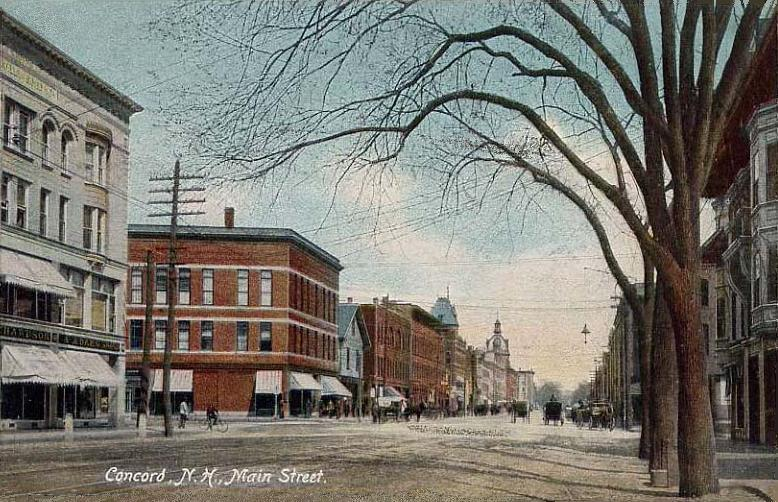
Calle principal c. 1908
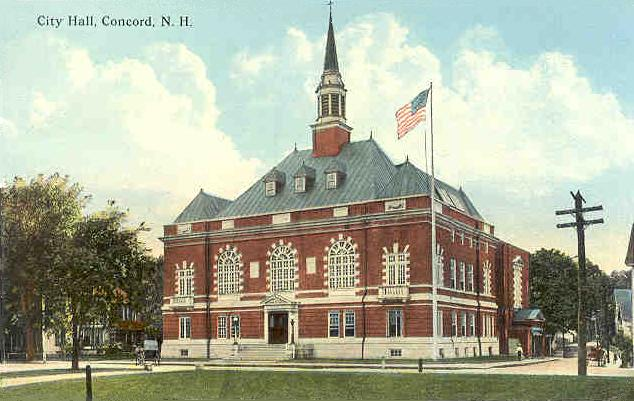
Ayuntamiento en 1913
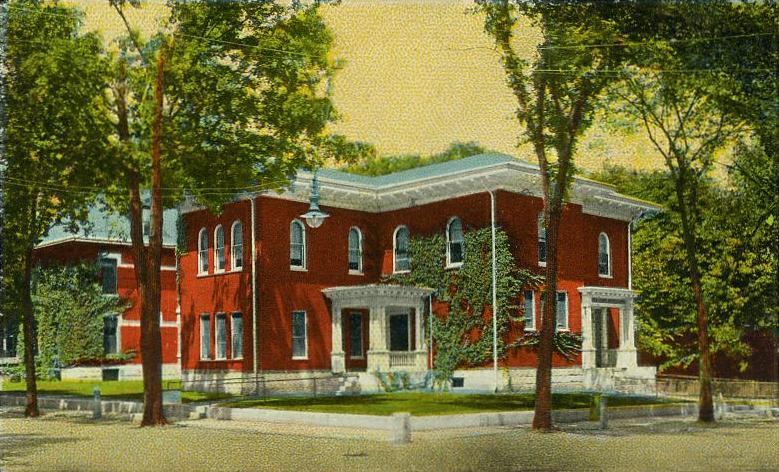
Biblioteca c. 1915

## Geografía
Concord se encuentra ubicada en las coordenadas 43°13′57″N 71°33′41″O / 43.23250, -71.56139. Según la Oficina del Censo de los Estados Unidos, Concord tiene una superficie total de 174.77 km², de la cual 166.39 km² corresponden a tierra firme y (4.79%) 8.37 km² es agua.

### Clima
| Parámetros climáticos promedio de Concord Municipal Airport, Nuevo Hampshire (normales 1991−2020, extremos 1868–presente | Parámetros climáticos promedio de Concord Municipal Airport, Nuevo Hampshire (normales 1991−2020, extremos 1868–presente | Parámetros climáticos promedio de Concord Municipal Airport, Nuevo Hampshire (normales 1991−2020, extremos 1868–presente | Parámetros climáticos promedio de Concord Municipal Airport, Nuevo Hampshire (normales 1991−2020, extremos 1868–presente | Parámetros climáticos promedio de Concord Municipal Airport, Nuevo Hampshire (normales 1991−2020, extremos 1868–presente | Parámetros climáticos promedio de Concord Municipal Airport, Nuevo Hampshire (normales 1991−2020, extremos 1868–presente | Parámetros climáticos promedio de Concord Municipal Airport, Nuevo Hampshire (normales 1991−2020, extremos 1868–presente | Parámetros climáticos promedio de Concord Municipal Airport, Nuevo Hampshire (normales 1991−2020, extremos 1868–presente | Parámetros climáticos promedio de Concord Municipal Airport, Nuevo Hampshire (normales 1991−2020, extremos 1868–presente | Parámetros climáticos promedio de Concord Municipal Airport, Nuevo Hampshire (normales 1991−2020, extremos 1868–presente | Parámetros climáticos promedio de Concord Municipal Airport, Nuevo Hampshire (normales 1991−2020, extremos 1868–presente | Parámetros climáticos promedio de Concord Municipal Airport, Nuevo Hampshire (normales 1991−2020, extremos 1868–presente | Parámetros climáticos promedio de Concord Municipal Airport, Nuevo Hampshire (normales 1991−2020, extremos 1868–presente | Parámetros climáticos promedio de Concord Municipal Airport, Nuevo Hampshire (normales 1991−2020, extremos 1868–presente |
| Mes | Ene. | Feb. | Mar. | Abr. | May. | Jun. | Jul. | Ago. | Sep. | Oct. | Nov. | Dic. | Anual |
| --- | --- | --- | --- | --- | --- | --- | --- | --- | --- | --- | --- | --- | --- |
| Temp. máx. abs. (°C) | 22.2 | 23.3 | 31.7 | 35 | 36.7 | 38.3 | 38.9 | 38.3 | 36.7 | 33.3 | 26.7 | 22.8 | 38.9 |
| Temp. máx. media (°C) | -0.2 | 1.6 | 6.4 | 14.2 | 20.7 | 25.4 | 28.3 | 27.6 | 23.2 | 16.1 | 9.1 | 2.8 | 14.6 |
| Temp. media (°C) | -5.4 | -4.1 | 0.8 | 7.4 | 13.7 | 18.8 | 21.7 | 20.8 | 16.3 | 9.6 | 3.7 | -2.1 | 8.4 |
| Temp. mín. media (°C) | -10.6 | -9.6 | -4.8 | 0.7 | 6.7 | 12.1 | 15.1 | 14 | 9.4 | 3.2 | -1.8 | -6.9 | 2.3 |
| Temp. mín. abs. (°C) | -37.2 | -38.3 | -28.9 | -15.6 | -6.1 | -1.1 | 1.7 | -1.7 | -6.7 | -12.2 | -27.2 | -31.1 | -38.3 |
| Precipitación total (mm)                                                                                                 | 71.1 | 69.9 | 83.3 | 87.1 | 88.1 | 95.8 | 91.9 | 92.2 | 92.2 | 112.5 | 87.4 | 94 | 1065.5 |
| Nevadas (cm) | 43.4 | 42.9 | 34.5 | 6.4 | 0 | 0 | 0 | 0 | 0 | 2 | 6.4 | 36.3 | 172 |
| Días de precipitaciones (≥ 0.2 mm)                                                                                       | 11.2 | 10.0 | 11.5 | 11.4 | 12.4 | 12.8 | 10.9 | 9.9 | 9.3 | 10.6 | 10.8 | 12.0 | 132.8 |
| Días de nevadas (≥ 0.2 cm)                                                                                               | 8.1 | 7.6 | 5.2 | 1.3 | 0.0 | 0.0 | 0.0 | 0.0 | 0.0 | 0.2 | 1.6 | 6.3 | 30.3 |
| Horas de sol | 162.8 | 171.8 | 210.5 | 223.2 | 258.4 | 274.3 | 295.8 | 261.9 | 214.7 | 183.4 | 127.8 | 134.8 | 2519.4 |
| Humedad relativa (%) | 67.9 | 66.0 | 64.8 | 62.0 | 65.0 | 70.9 | 71.8 | 74.5 | 76.3 | 72.8 | 73.3 | 72.3 | 69.8 |
| Fuente: NOAA (humedad y horas de sol 1961–1990)                                                                          | | | | | | | | | | | | | |

## Demografía
Según el censo de 2010, había 42.695 personas residiendo en Concord. La densidad de población era de 244,3 hab./km². De los 42.695 habitantes, Concord estaba compuesto por el 91.83% blancos, el 2.23% eran afroamericanos, el 0.31% eran amerindios, el 3.4% eran asiáticos, el 0.02% eran isleños del Pacífico, el 0.43% eran de otras razas y el 1.78% pertenecían a dos o más razas. Del total de la población el 2.06% eran hispanos o latinos de cualquier raza.